# Сімейний план (фільм, 1997)
«Сімейний план» (англ. Family Plan) — комедійна стрічка про чоловіка, який спробує врятувати дитячий літній табір від закриття.

## Сюжет
Після смерті керівника літнього дитячого табору його зять вирішив закрити його. Замість нього він збудує дорогі котеджі, створить розкішний курорт і заробить багато грошей. Але в справу втручається Гаррі Гейбер, який сповнений рішучості завадити нахабі.

## У ролях
| Актор           | Роль         |
| --------------- | ------------ |
| Леслі Нільсен   | Гаррі Гейбер |
| Джадж Рейнгольд | Джеффрі Чейз |
| Едді Боуз       | Метт Нолан   |
| Тревор Морган   | Алек Макензі |
| Закарі Браун    | Елі Макензі  |
| Тоні Розато     | Кліфф Гейбер |
| Емілі Проктер   | Джулі Рубенс |

## Створення фільму

### Виробництво
Зйомки фільму проходили в Аризоні, США.

### Знімальна група
- Кінорежисер — Фред Гербер
- Сценарист — Пол Бернбаум
- Кінопродюсери — Пол Бернбаум, Еббі Сінгер, Ден Говард
- Композитор — Лі Голдрідж
- Кінооператор — Джон Флекенштейн
- Кіномонтаж — Девід Ролінс, Джордж Роулстон
- Художник-постановники — Томас Фічтер, Джефф Джинн
- Художник-декоратор — Дебра Вікершам
- Художник по костюмах — Еліш Зебраскі
- Підбір акторів — Шерон Біалі, Еллісон Гордон-Коглер, Бет Клейн[1].

## Сприйняття
Фільм отримав змішані відгуки. На сайті Rotten Tomatoes оцінка стрічки становить 55 % на основі 332 відгуки від глядачів (середня оцінка 3,3/5). Фільму зарахований «розсипаний попкорн» від глядачів, Internet Movie Database — 5,0/10 (864 голоси).